# Jeremy Hunt (político)
Jeremy Richard Streynsham Hunt (Londres - 1º de novembro de 1966) é um político britânico, membro do Partido Conservador, que atualmente serve como parlamentar (MP) do sudoeste de Surrey desde 2005.Também serviu como  Secretário de Estado para Assuntos Estrangeiros e da Commonwealth de 2018 a 2019. Hunt identifica-se como um conservador de uma nação; ele foi associado a políticas economicamente liberais e socialmente liberais. Ele foi caracterizado como um "liberal metropolitano" pelo Financial Times .

## Pontos de vista sobre oBrexit
Em julho de 2018, Hunt manifestou receios de que o Reino Unido pudesse sair da UE sem um acordo. Ele disse que seria "incrivelmente desafiador economicamente" e que "Isso levaria a uma fissura nas relações que seria altamente prejudicial para aquela grande parceria que tivemos por tantos anos, o que tem sido tão importante para sustentar a ordem internacional". "  Em uma entrevista em dezembro de 2018 com o Daily Telegraph, ele sugeriu que o Reino Unido "prosperaria e prosperaria" mesmo sem um acordo, embora continuasse apoiando o acordo de retirada proposto por Theresa May.  Em março de 2019, ele afirmou que um "muito mais trabalho" era necessário para fazer com que os parlamentares apoiassem o acordo de maio, mas havia "sinais encorajadores" de que o progresso estava sendo feito. 

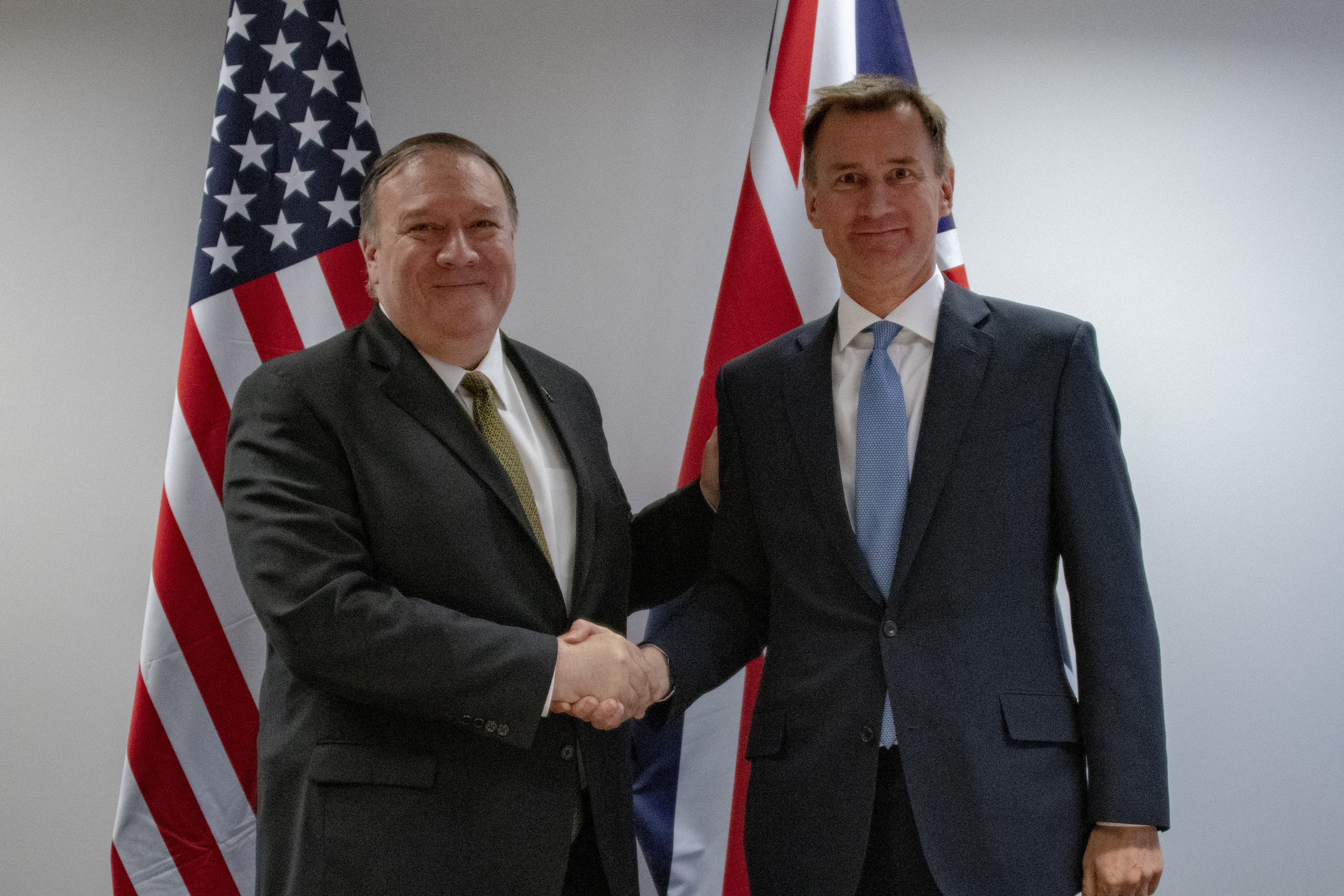
Encontro com o secretário de Estado dos EUA, Mike Pompeo, em Bruxelas, em maio de 2019

Após a detenção do fundador do WikiLeaks em abril de 2019, Julian Assange, na embaixada equatoriana de Londres, Hunt agradeceu ao presidente equatoriano, Lenín Moreno, por sua cooperação. 